# Habitatge al carrer Llibertat, 4 (el Papiol)
L'Habitatge al carrer Llibertat, 4 és una obra modernista del Papiol (Baix Llobregat) inclosa a l'Inventari del Patrimoni Arquitectònic de Catalunya.

## Descripció
Habitatge interessant, ubicat en una cantonada, tot i que actualment transformat i no gaire ben conservat. A la part baixa hi ha un sòcol de pedra vista, tot seguit trobem un mosaic de mig metre d'alçada fet amb pedres, còdols i peces ceràmiques de diversos colors, record del trencadís, amb motius florals; la resta de la façana és arrebossada. Destaquem les obertures com a element distintiu de l'immoble. A la planta baixa, al costat de l'entrada, hi ha una obertura, en origen un arc escarser, avui allindat amb formigó, que té una reixa de ferro forjat amb motius ondulants. Sobre seu, al primer pis, trobem una finestra allindanada amb ampit de pedra, una petita reixa fins a mitja alçada, i sobre la llinda dos buits simètrics que dibuixen un arc el·líptic i un triangle esglaonat que donen molta animació a l'obertura.

## Història
Els buits de la façana del primer pis són un motiu típic de les cases de pagès del segle xix, força comú en l'indret. Eren usades com a ventilació als galliners.